# سول (روز در مریخ)

در مریخ هم مانند زمین، طول روز نجومی از روز خورشیدی کوتاه‌تر است. یک روز نجومی از ۱ تا ۲ طول می‌کشد و روز خورشیدی سول از ۱ تا ۳.

سول (انگلیسی: Sol) برگرفته از واژهٔ لاتین خورشید یک روز خورشیدی در مریخ است. سول فاصلهٔ ظاهری بین دو بازگشت متوالی خورشید به یک نصف النهار (زمان خورشیدی) است که می‌تواند توسط ناظری در مریخ مشاهده شود. این یکی از چندین یکا برای اندازه‌گیری زمان‌سنجی در مریخ است.
یک سول کمی طولانی‌تر از یک روز زمینی است که تقریباً ۲۴ ساعت و ۳۹ دقیقه و ۳۵ ثانیه است. یک سال مریخی تقریباً ۶۶۸ روز خورشیدی آن است که معادل تقریباً ۶۸۷ روز زمینی یا ۱٫۸۸ سال زمینی است.
یکای سول در اصل در سال ۱۹۷۶ در طول ماموریت‌های کاوشگر وایکینگ پذیرفته شد و به‌عنوان معیاری از زمان، که عمدتاً توسط ناسا برای برنامه‌ریزی استفاده از آن در مریخ نوردها استفاده می‌شود.

## چرخهٔ روز و شب
میانگین مدت چرخه روز و شب در مریخ - یعنی یک روز مریخی - ۲۴ ساعت و ۳۹ دقیقه و ۳۵٫۲۴۴ ثانیه، [۳] معادل ۱٫۰۲۷۴۹۱۲۵ روز زمینی است. دوره چرخشی سیدرال مریخ - چرخش آن در مقایسه با ستارگان ثابت - ۲۴ ساعت و ۳۷ دقیقه و ۲۲٫۶۶ ثانیه است.[۴] روز خورشیدی طولانی‌تر است زیرا جهت چرخش مریخ همان جهت حرکت مداری آن است.[۵]